# FIRA Women's European Championship División B 2008
El FIRA Women's European Championship División B de 2008 fue la séptima edición del torneo femenino de rugby.

## Equipos participantes
- Francia Militar
- Selección femenina de rugby de Alemania
- Selección femenina de rugby de Bélgica
- Selección femenina de rugby de Finlandia
- Selección femenina de rugby de Rumania
- Selección femenina de rugby de Rusia

## Desarrollo

### Grupo A
| Pos. | Equipo          | Encuentros | Encuentros | Encuentros | Encuentros | Tantos  | Tantos    | Tantos     | Puntos Totales |
| Pos. | Equipo          | jugados    | ganados    | empatados  | perdidos   | a favor | en contra | diferencia | Puntos Totales |
| ---- | --------------- | ---------- | ---------- | ---------- | ---------- | ------- | --------- | ---------- | -------------- |
| 1    | Francia Militar | 2          | 2          | 0          | 0          | 22      | 5         | +17        | 4              |
| 2    | Alemania        | 2          | 1          | 0          | 1          | 10      | 17        | -7         | 2              |
| 3    | Bélgica         | 2          | 0          | 0          | 2          | 0       | 10        | -10        | 0              |

#### Partidos
| 19 de mayo | Francia Militar | 17 - 5 | Alemania |  |  |

| 19 de mayo | Alemania | 5 - 0 | Bélgica |  |  |

| 19 de mayo | Francia Militar | 5 - 0 | Bélgica |  |  |

### Grupo B
| Pos. | Equipo    | Encuentros | Encuentros | Encuentros | Encuentros | Tantos  | Tantos    | Tantos     | Puntos Totales |
| Pos. | Equipo    | jugados    | ganados    | empatados  | perdidos   | a favor | en contra | diferencia | Puntos Totales |
| ---- | --------- | ---------- | ---------- | ---------- | ---------- | ------- | --------- | ---------- | -------------- |
| 1    | Rusia     | 2          | 2          | 0          | 0          | 134     | 25        | +109       | 4              |
| 2    | Rumania   | 2          | 1          | 0          | 1          | 94      | 19        | +75        | 2              |
| 3    | Finlandia | 2          | 0          | 0          | 2          | 20      | 76        | -56        | 0              |

#### Partidos
| 19 de mayo | Rumania | 13 - 5 | Finlandia |  |  |

| 19 de mayo | Rusia | 39 - 0 | Finlandia |  |  |

| 19 de mayo | Rusia | 32 - 3 | Rumania |  |  |

### Grupo A
| Pos. | Equipo  | Encuentros | Encuentros | Encuentros | Encuentros | Tantos  | Tantos    | Tantos     | Puntos Totales |
| Pos. | Equipo  | jugados    | ganados    | empatados  | perdidos   | a favor | en contra | diferencia | Puntos Totales |
| ---- | ------- | ---------- | ---------- | ---------- | ---------- | ------- | --------- | ---------- | -------------- |
| 1    | Rusia   | 2          | 2          | 0          | 0          | 51      | 0         | +51        | 4              |
| 2    | Bélgica | 2          | 1          | 0          | 1          | 15      | 29        | -14        | 2              |
| 3    | Rumania | 2          | 1          | 0          | 1          | 7       | 44        | -37        | 0              |

#### Partidos
| 21 de mayo | Rusia | 22 - 0 | Bélgica |  |  |

| 21 de mayo | Bélgica | 15 - 7 | Rumania |  |  |

| 21 de mayo | Rusia | 29 - 0 | Rumania |  |  |

### Grupo B
| Pos. | Equipo          | Encuentros | Encuentros | Encuentros | Encuentros | Tantos  | Tantos    | Tantos     | Puntos Totales |
| Pos. | Equipo          | jugados    | ganados    | empatados  | perdidos   | a favor | en contra | diferencia | Puntos Totales |
| ---- | --------------- | ---------- | ---------- | ---------- | ---------- | ------- | --------- | ---------- | -------------- |
| 1    | Francia Militar | 2          | 2          | 0          | 0          | 39      | 7         | +32        | 4              |
| 2    | Alemania        | 2          | 1          | 0          | 1          | 46      | 13        | +33        | 2              |
| 3    | Finlandia       | 2          | 0          | 0          | 2          | 3       | 68        | -65        | 0              |

#### Partidos
| 21 de mayo | Francia Militar | 29 - 0 | Finlandia |  |  |

| 21 de mayo | Alemania | 39 - 3 | Finlandia |  |  |

| 21 de mayo | Francia Militar | 10 - 7 | Alemania |  |  |

### Quinto Puesto
| 23 de mayo | Rumania | 15 - 5 | Finlandia |  |  |

### Tercer Puesto
| 23 de mayo | Alemania | 19 - 15 | Bélgica |  |  |

### Final
| 23 de mayo | Francia Militar | 14 - 31 | Rusia |  |  |